# Horii Yoshiharu
Yoshiharu Horii (堀井 美晴, sinh ngày 16 tháng 3 năm 1953) là một huấn luyện viên và cựu cầu thủ bóng đá người Nhật Bản.

## Sự nghiệp Huấn luyện viên
Yoshiharu Horii đã dẫn dắt Kawasaki Frontale.